# Paul Näcke

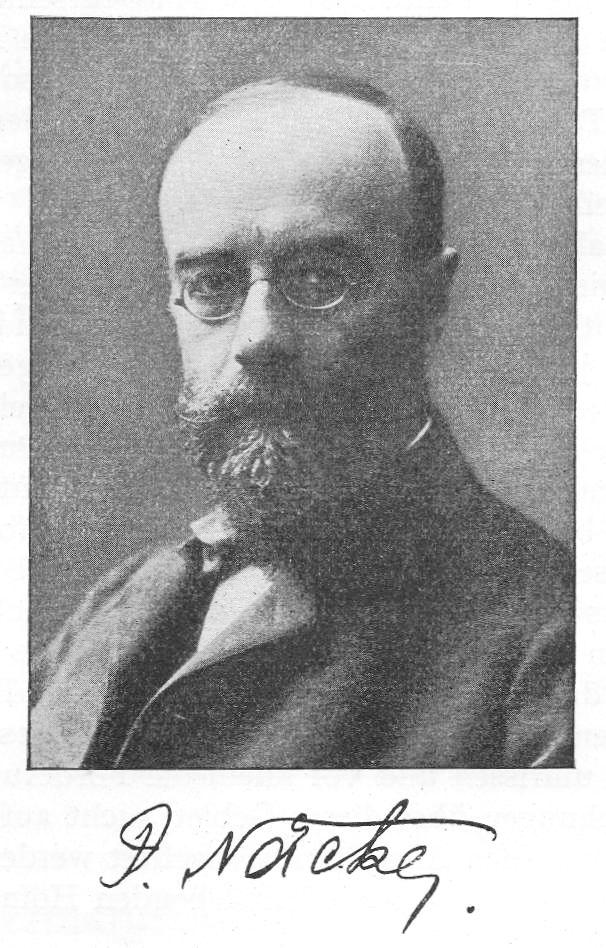
Paul Näcke

Paul Adolf Näcke (* 23. Januar 1851 in Sankt Petersburg, Russisches Kaiserreich; † 18. August 1913 in Colditz) war ein deutscher Psychiater und Kriminologe. Näcke ist unter anderem durch seine zahlreichen wissenschaftlichen Schriften zur Homosexualität bekannt.
Er führte den Begriff Narzissmus als Neologismus in die psychiatrische Diskussion der Jahrhundertwende ein.

## Leben
Paul Näcke wurde 1851 als Sohn eines deutschen Vaters, eines Musikers aus dem sächsischen Erzgebirge, und einer französischsprachigen Schweizerin in Sankt Petersburg geboren. Mit fünf Jahren kam Näcke nach Dresden, um hier zur Schule zu gehen. Er besuchte das Gymnasium zum goldenen Kreuz. Bereits als Schüler zeigt er großes Interesse an Sprachen, Erdkunde, Kunst- und Kulturgeschichte. Näcke soll sieben Sprachen – in Wort und Schrift – beherrscht haben und ein guter Kenner Italiens, Großbritanniens, Frankreichs und Spaniens gewesen sein.
Er  studierte von 1870 bis 1872 in Leipzig und von 1872 bis 1874 in Würzburg, wo er 1873 promoviert wurde (summa cum laude). Der Titel seiner Dissertation lautet: Über Darmperforation und Typhusabdominalis. Nach der Erlangung der Approbation arbeitete er in verschiedenen Pariser Krankenhäusern, bei von Winckel an der Frauenklinik in Dresden sowie an Spitälern in Danzig und Königsberg. Auch war er kurzzeitig als praktischer Arzt tätig.
Anschließend wandte er sich der Irrenheilkunde zu und trat zum 1. Februar 1880 als Anstaltsarzt in den psychiatrischen Dienst des Königreichs Sachsen ein. Bis 1889 ist er Anstaltsarzt in Colditz und Sonnenstein, ab 1889 in Hubertusburg. 1894 wird er Oberarzt, 1902 Medizinalrat und kurze Zeit später Ärztlicher Vorstand der Anstalt für geisteskranke Männer Schloss Hubertusburg, in Wermsdorf bei Leipzig. 1912 wird er Direktor des Versorghaus für unheilbare psychisch Kranke auf Schloss Colditz. In seiner Zeit galt er als „hervorragender Psychiater“.

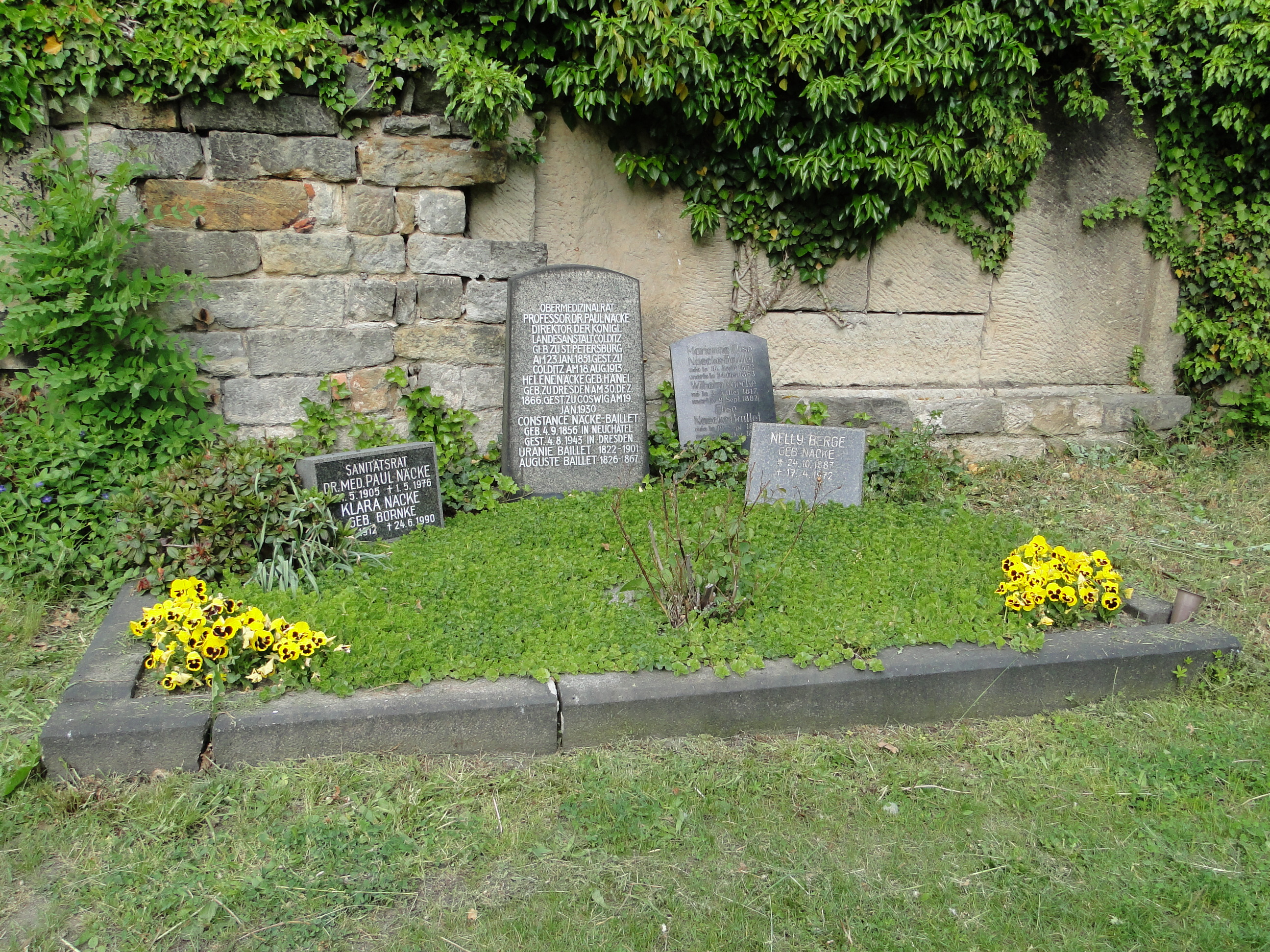
Paul Näckes Grab auf dem Alten Annenfriedhof in Dresden

Gemeinsam mit Hans Gross, einem Grazer Ordinarius für Kriminologie und Begründer der Kriminalistik, gründete er 1898 das Archiv für Kriminalanthropologie und Kriminalistik. Er war Ehren- und korrespondierendes Mitglied bei gut einem Dutzend wissenschaftlicher Gesellschaften verschiedener Länder. Vom Königreich Sachsen wurde ihm der Honorartitel "Professor" verliehen.
Im November 1907 begutachtete er den Geisteszustand Karl Mays bei einem Besuch in Radebeul. Zwischen den beiden liegt ein reger Briefwechsel vor.
Näcke verstarb plötzlich am 18. August 1913 nach nur zweitägiger Krankheit an einer Herzlähmung bei Arteriosklerose. Zeitlebens litt er an einem neurasthenischen Syndrom, das er ausführlich im Neurologischen Centralblatt 1893 beschrieb. Er wurde auf dem Alten Annenfriedhof in Dresden beigesetzt.
Paul Näcke war seit 1886 mit Fanny Helene Hänel verheiratet und hatte vier Kinder. Eine seiner Töchter sowie sein Sohn traten in die Fußstapfen des Vaters und wählten denselben Beruf.
Zu Näckes Vorfahren zählen die Brüder Gustav Heinrich Naecke (1785–1835) und August Ferdinand Naeke (1788–1838).

## Theorie
Es ist nicht einfach auf den Punkt zu bringen, welche Themen und Gegenstände Paul Näcke interessierten. So trug er zu Medizin, Philosophie, Geschichte, Ethnographie, Archäologie, Architektur wissenschaftlich bei. Eine Liste der 146 Hauptwerke findet sich in der Nr. 26 der Psychiatrisch Neurologische Wochenschrift vom 27. September 1913.
Seine wichtigsten Beiträge lieferte er jedoch für die Kriminologie und Kriminalanthropologie, die Sexualwissenschaft wie die Psychologie. Die Schriften sind eher referierender Natur.

### Kriminologie und Kriminalanthropologie
Im Jahr 1884 verfasste Paul Näcke die erste Monografie zur Frauenkriminalität in Deutschland. Dort vertrat er, für die damalige Zeit bahnbrechend, die „vernünftige Emancipation der Frauen“, was natürlich nicht Gleichberechtigung bedeutete. Auf seine Klientel bezogen heißt das, dass Erwerbsarbeit Frauen von Prostitution und Verbrechen abhalte.
Paul Näcke gilt als vehementer Gegner der Italienischen oder Positiven Schule der Kriminologie, deren Gründer und Hauptvertreter Cesare Lombroso war. Näcke bezeichnete die Werke Lombrosos als geprägt von "Willkürlichkeiten, Übertreibungen, voreiligen Schlüssen", so dass ihnen der wissenschaftliche Anspruch abgesprochen werden müsse. Näcke ist maßgeblich dafür verantwortlich, dass Lombrosos Lehre in Deutschland nicht Eingang gefunden hat. Denn, so Näcke, Kriminelle seien in erster Linie das Produkt von äußeren Einflüssen, und nicht wie bei Lombroso biologisch bedingt. Das heißt nicht, dass Näcke biologische Marker für Verbrechen ablehnte, er stritt jedoch für einen differenzierteren Blick und bemühte sich um exakte wissenschaftliche Methoden bei der Beschreibung und Identifizierung von "Verbrechern" und setze sich für neue Methoden, wie die Daktyloskopie, ein.
Paul Näcke war einer der ersten Befürworter (1889) der Kastration gewisser Klassen und der Sterilisation "degenerierter Krimineller" und "Degenerierten" im Allgemeinen. Er sah es als staatliche Pflicht an, "Entartete" unfruchtbar zu machen. Um 1900 veröffentlichte er im Archiv für Kriminologie eine Arbeit mit dem Titel Die Kastration bei gewissen Klassen von Degenerierten als ein wirksamer socialer Schutz. International anerkannt und geschätzt, beteiligte er sich an der heute als rassistisch geltenden Debatte über die Untauglichkeit der "Neger" zur Integration in die amerikanische Gesellschaft durch eine Rezension. 1906 diskutierte er im Archiv für Rassen- und Gesellschaftsbiologie (ARGB) die Frage der "sogenannten Entartung romanischer Völker, vor allem in Frankreich".
Zur Judenfrage hat sich Näcke hingegen nicht eindeutig geäußert. Zwar konstatierte er die Existenz eines jüdischen Charakters, der jedoch nur in vagen und allgemeinen Zügen beschrieben wurde, und nannte diesen als Grund für Verbrechen, die durch Juden begangen wurden, jedoch seien diese Verbrechen nicht häufiger als bei anderen Rassen. Trotz aus heutiger Sicht rassistischer Äußerungen kann er nicht als Rassenhygieniker gelten, wie zuweilen dargestellt. Näcke geht es stets um die Schuldfrage beim Verbrechen, nicht um die minderwertige Rasse an sich, wenn es um Kastration oder Inhaftierung geht. So vertritt er die für seine Zeit fortschrittliche These, dass jeder Mensch ein "latenter Verbrecher sei" und man eher nach "Bestraften und Unbestraften" unterteilen sollte. Insofern dürften und sollten nur "aktive" geisteskranke Verbrecher in den Gefängnissen angeschlossenen Andexanstalten eingesperrt werden, die anderen in Sanatorien.
Die Literatur, zum Beispiel das Werk Émile Zolas, verstand er als Mittel, anthropologische Theorien zu verbreiten.
1912 schreibt Näcke überzeugend gegen die damals gebräuchliche Diagnose des "moralischen Schwachsinns" (moral insanity) an und lehnt diese als eigene Krankheitsform ab.

### Sexualwissenschaft
Beeinflusst von den Forschungen Magnus Hirschfelds (oder umgekehrt?) entwickelte er die Vorstellung, Homosexualität dürfe nicht als erworbene psychische Krankheit betrachtet werden, sondern sei angeboren als natürliche Eigenschaft. Er vertrat die verbreitete These der grundsätzlichen zweigeschlechtlichen Anlagen des Menschen, wobei die eigengeschlechtlichen im Zuge der Pubertät verkümmerten. Verkümmerten dagegen die fremdgeschlechtlichen, entstünde Homo-, bleiben beide intakt, Bisexualität. Es kommt seinem Kollegen Emil Kraepelin zu, diese Auffassung als unhaltbar zurückgewiesen zu haben. Dennoch gilt er als einer der ersten Verfechter der "echten" gegenüber der Pseudo- oder Gelegenheitshomosexualität, wie sie Irrenärzte und Strafanstaltsleiter bei ihrer Klientel beobachteten.
Er veröffentlichte Studien zur Diagnostik und zur Klassifikation der Homosexualität, wobei die männliche Menstruation als eindeutiger Beweis für ein Kontinuum zwischen männlicher und weiblicher Sexualität galt. Daneben gibt es zahlreiche Studien zur Homosexualität in romanischen Ländern und Berlin. Für letztere ließ er sich von Magnus Hirschfeld durch die einschlägigen Berliner Viertel führen. Näcke untersuchte des Weiteren die Auswirkungen sexueller Abstinenz, den diagnostischen Wert erotischer Träume etc.

### Psychologie und Psychoanalyse
Näcke hat den Begriff Narzissmus als "Selbstverliebtheit" und "schwerste Form des Autoerotismus" in die psychologische Literatur eingeführt. Dieses Konzept hatte starken Einfluss auf Sigmund Freud. Allerdings ist der Narzissmus bei Näcke ein sehr seltenes Phänomen (nur wenige bei 1500 untersuchten Psychiatrie-Patienten) und ist von der Eitelkeit zu unterscheiden. Narzissmus liege nur vor, wenn jemand ausschließlich durch den Anblick des eigenen Körpers in sexuelle Erregung gelange, und dies sei dann als Perversion zu klassifizieren.

## Bibliographie

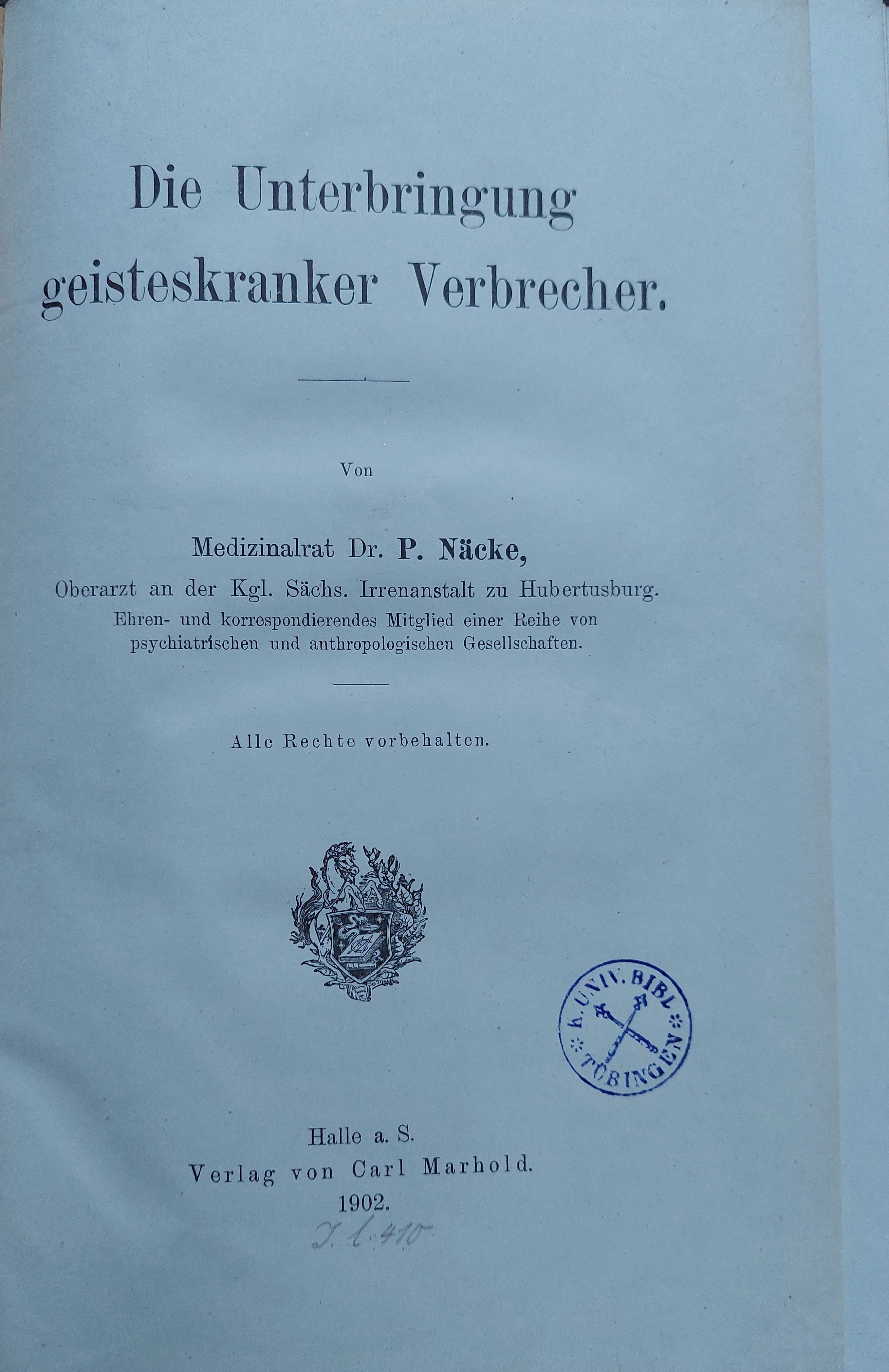
Unterbringung (1902)

- Verbrechen und Wahnsinn beim Weibe mit Ausblicken auf die Criminal-Anthropologie überhaupt: Klinisch-statistische, anthropologisch-biologische und craniologische Untersuchungen / Leipzig und Wien: Wilhelm Braumüller, 1894 Digitalisat
- Ueber Criminalpsychologie / Wiener klinischen Rundschau, 1896, Nr. 46–48.
- Literaturbericht. Kriminal-anthropologie und Gefaengniswissenschaft / Zeitschrift fuer die gesamte Strafrechtswissenschaft, 18, Berlin, 1897
- Kritisches zum Kapitel der normalen und pathologischen Sexualitaet / Archiv fuer Psychiatrie, Berlin, 32, 1899, 356–386
- Die Kastration bei gewissen Klassen von Degenerierten als ein wirksamer socialer Schutz / Archiv für Kriminal-Anthropologie und Kriminalistik, 3 (1900), 58–84.
- Criminelle Anthropologie / Jahresbericht fuer Neurologie und Psychiatrie, Berlin, 1898
- Die Unterbringung geisteskranker Verbrecher / Halle a. S.: Marhold, 1902
- Ueber die sogenannte "Moral Insanity" / Wiesbaden: Bergmann, 1902
- Richter und Sachverständiger. Einige Worte der Erklärung / Neurologisches Centralblatt, Bd. 21 Nr. 9, Leipzig 1902, S. 386 f.
- Émile Zola. Im Memoriam. Seine Beziehung zu Kriminalanthropologie und Soziologie. / Archiv für Kriminalanthropologie und Kriminalistik, 11 (1903), 80–99.
- Sind die Degenerationszeichen wirklich wertlos? / Vierteljahrsschrift fuer gerichtlichen Medicin und Oeffentliches Sanitaetswesen, 32 (3), Berlin, 1905
- Zur angeblichen Entartung der romanische Völker, speziell Frankreichs / Arch. f. Rassen- u. Gesellschafts-Biologie, 1906.
- Über Familienmord durch Geisteskranke / Halle a. S.: Marhold, 1908
- Über Homosexualität in Albanien, "Jahrbuch für sexuelle Zwischenstufen", IX 1908, pp.  325–337.
- Die Gehirnoberfläche von Paralytischen : ein Atlas von 49 Abbildungen nach Zeichnungen / Leipzig: Vogel, 1909
- Einteilung der Homosexuellen / Allgemeine Zeitschrift für Psychiatrie, 65 (1908), 109–128.
- Die Diagnose der Homosexualität / Neurologisches Centralblatt, 27 (1909), 338–351
- Zur Shakespeare-Bacon-Frage (1910)
- Warnung vor überschneller Annahme von Sadismus und Masochismus / Archiv für Kriminal-Anthropologie und Kriminalistik, 41 (1911), 157–158
- Auto-Sadismus und autosadistischer Selbstmord / Archiv für Kriminal-Anthropologie und Kriminalistik, 42 (1911), 171–172
- Ueber tardive Homosexualitaet / Sexual-Probleme, Zeitschrift fuer Sexualwissenschaft und Sexualpolitik, 7 (9), 1911.
- Die Homosexualität in den romanischen Ländern / Zeitschrift f. Sexualwissenschaft, 6, 359–364
- Ein Fall von akuter myeloischer Leukämie im Kindesalter / Dresden: Gutzmann, 1931
- Ein Besuch bei den Homosexuellen in Berlin / 1991